# Ingen övergödning
Ingen övergödning är ett av Sveriges 16 nationella miljömål som antogs 1999. Ingen övergödning är det 7:e miljömålet och riksdagen definierar det som: "Halterna av gödande ämnen i mark och vatten ska inte ha någon negativ inverkan på människors hälsa, förutsättningar för biologisk mångfald eller möjligheterna till allsidig användning av mark och vatten."

## Havs- och vattenmyndigheten
Havs- och vattenmyndigheten är en statlig förvaltningsmyndighet som ansvarar för miljömålet. De ska arbeta med bevarande, restaurering och hållbar användning av sjöar, hav och vattendrag, vara pådrivande, stödjande och samlande vid genomförandet av miljöpolitiken och arbeta för en hållbar förvaltning av fiskeresurserna.

## Vattenmyndigheterna
Vattenmyndigheten arbetar för att EU:s ramdirektiv för vatten ska genomföras och de består av fem olika distrikt
- Norrbottens län – Bottenvikens vattendistrikt
- Västernorrlands län – Bottenhavets vattendistrikt
- Västmanlands län – Norra Östersjöns vattendistrikt
- Kalmar län – Södra Östersjöns vattendistrikt
- Västra Götalands län – Västerhavets vattendistrikt

## Vattendirektivet
I december år 2000 antogs en europeisk strategi för att förbättra kvalitén och bevara sjöar, vattendrag och hav inom EU. Vattendirektivet lägger en undre gräns för medlemsländerna för kvalitet, kvantitet och ekologi. 

## Uppföljning av miljömålet
De svenska miljömålen följs upp årligen, och en fördjupad utvärdering görs vart fjärde år.

### Målbedömning
Aktuell bedömning för miljömålet Ingen övergödning (mars 2023) är att målet inte nås och att det inte går att se en tydlig riktning för utvecklingen i miljön (varken positiv eller negativ). Detta motiveras så här:
"Fysiska åtgärder mot övergödning ger effekt i miljön på längre sikt. Det är därför viktigt att fortsätta åtgärdsarbetet trots att vi inte ser storskaliga förbättringar ännu. Ambitionen och takten i arbetet behöver öka, framför allt för åtgärder inom jordbruket. Tydliga politiska prioriteringar och avvägningar mellan samhällsmål behövs. Statlig åtgärdsfinansiering behöver vara tillräcklig, långsiktig och förutsägbar."

### Indikatorer
Som stöd för bedömningen används bland annat fem indikatorer:
- Kväve- och fosforbelastning på havet[3]
- Miljöstatus för övergödning enligt havsmiljöförordningen[4]
- Nedfall av kväve till barrskog[5]
- Status för näringsämnen enligt vattenförvaltningsförordningen[6]
- Syrefattiga och syrefria bottnar[7]

Indikatorerna uppdateras med olika intervall beroende på hur ofta det finns nya data. Till varje indikator finns även en kommenterande text som förklarar utvecklingen.

### Fördjupad utvärdering
Den senaste fördjupade utvärderingen av Ingen övergödning gjordes 2023, av Havs- och vattenmyndigheten.

## Övergödning: en effekt av mycket kväve och fosfor
Grundämnena fosfor och kväve är livsviktiga för alla organismer. I många ekosystem begränsas tillväxten av just kväve eller fosfor. Övergödning uppstår på grund av utsläpp av för mycket gödande växtnäringsämnen.  
Konsekvenser av övergödning är bland annat algblomning som producerar giftiga ämnen, syrebrist och bottendöd, förändringar i ekosystem där vissa arter gynnas och andra missgynnas, och höga halter nitrat eller nitrit i dricksvatten.  

## Historia och politisk bakgrund
Redan i början av 1900-talet upptäcktes förändringar i stadsnära sjöar i form av kraftig tillväxt av alger. Massdöd av fisk var inte heller helt ovanligt men orsakerna var inte helt klarlagda. 
Under industrialiseringen växte städer snabbt vilket även ställde krav på sanitära anläggningar såsom vatten och avlopp. De tidiga avloppssystemen saknade rening och mynnade oftast ut i närliggande sjöar och hav. På 1950-talet ökade användandet av gödningsmedel i lantbruket. Även biltrafiken tilltog kraftigt och bidrog till ökade halter kväveoxider i luften. På 1960-talet var många svenska sjöar i väldigt dåligt skick. 
År 1967 bildades Statens naturvårdsverk och år 1969 trädde miljöskyddslagen i kraft. Under 1970-talet gjordes stora satsningar på utbyggnad av kommunala avloppsreningsverk och sjöarnas status förbättrades något. I dag är fortfarande många sjöar i Sverige påverkade av kraftigt förhöjda näringsvärden och miljökvalitetsmålet ”Ingen övergödning” kommer inte att nås enligt Havs- och vattenmyndigheten (2023) som ansvarar för miljökvalitetsmålet
Länge trodde man att haven var för stora för att påverkas av mänsklig aktivitet men tids nog visade även Östersjön tecken på dålig status. Runt Östersjön bor mer än 85 miljoner människor och ytterligare 55 miljoner bor nära kusten och vid vattendrag som mynnar ut i Östersjön. Detta medför att stora mängder fosfor och kväve rinner ut i Östersjön.

## Internationellt samarbete
Liksom för många andra miljöproblem är ett brett internationellt samarbete nödvändigt för att nå målet Ingen övergödning. 
1974 skrev de dåvarande staterna runt Östersjön under den så kallade Helsingforskonventionen (Helcom), där det bland annat framgick att avloppsvatten måste renas innan det släpps ut i havet. Helsingforskonventionen omarbetades senare. År 1992 skrev 10 stater under konventionen som nu var mer specificerad gällande övergödning. 
Inom EU var det tidigaste försöket att förbättra vattenkvaliteten det så kallade Nitratdirektivet från år 1991. Nitratdirektivet har förmått alla medlemsstater att utarbeta åtgärdsprogram mot övergödning vilket har lett till en viss förbättring.

## Implementering
En mängd olika regleringar och bidrag har införts för att miljökvalitetsmålet ”Ingen övergödning” ska nås. Sedan år 2008 får tvättmedel inte innehålla fosfater och sedan år 2011 gäller lagen även för diskmedel. För jordbrukare finns krav på utbildning. Det finns regler för lagringskapacitet för stallgödsel, andel åkermark som är höst- och vinterbevuxen, samt när och hur gödsel ska spridas. För att styra jordbruket mot minskade utsläpp av näringsämnen kan jordbrukare få bidrag för kvävesänkande åtgärder såsom fånggrödor, gräsbevuxna zoner, anpassade skyddszoner, markkartering, med mera. Även kommuner och ideella verksamheter kan få bidrag för lokala vattenvårdsprogram på upp till 90% av den totala kostnaden (LOVA).